# Ischiopsopha esmeralda
Ischiopsopha esmeralda är en skalbaggsart som beskrevs av Wallace 1867. Ischiopsopha esmeralda ingår i släktet Ischiopsopha och familjen Cetoniidae. Inga underarter finns listade i Catalogue of Life.